# Year Zero
För Regina Lunds album med samma namn, se Year Zero (Regina Lund).
Year Zero är det femte studioalbumet av den amerikanska industrirockgruppen Nine Inch Nails, utgivet den 17 april 2007 på Interscope Records. Frontfiguren Trent Reznor skrev albumets text och musik under turnén för gruppens föregående album, With Teeth (2005). Till skillnad från den introspektiva låtskrivarstilen Reznor använde på tidigare material är Year Zero ett konceptalbum som kritiserar den samtida amerikanska regeringens policyer genom en dystopisk vision av året 2022.

## Låtlista
Alla låtar är skrivna av Trent Reznor.
1. "HYPERPOWER!" – 1:42
2. "The Beginning of the End" – 2:47
3. "Survivalism" – 4:23
4. "The Good Soldier" – 3:23
5. "Vessel" – 4:52
6. "Me, I'm Not" – 4:51
7. "Capital G" – 3:50
8. "My Violent Heart" – 4:13
9. "The Warning" – 3:38
10. "God Given" – 3:50
11. "Meet Your Master" – 4:08
12. "The Greater Good" – 4:52
13. "The Great Destroyer" – 3:17
14. "Another Version of the Truth" – 4:09
15. "In This Twilight" – 3:33
16. "Zero-Sum" – 6:14

## Medverkande
- Trent Reznor – sång, gitarr, bas, trummor, keyboard, produktion
- William Artope – trumpet (7)
- Matt Demeritt – tenorsaxofon (7)
- Josh Freese – trummor (1, 7)
- Jeff/Geoff Gallegos – arrangemang av brass- och blåsinstrument, barytonsaxofon (7)
- Doug Trantow - inspelningstekniker
- Brian Gardner – mastering
- Elizabeth Lea – trombon (7)
- Alan Moulder – ljudmixtekniker
- Atticus Ross – produktion, ljuddesign
- Saul Williams – bakgrundssång (3, 6)